# Tilt Rock
Der Tilt Rock (englisch für Gekippter Felsen) ist ein isolierter und 670 m hoher Berg auf der westantarktischen Alexander-I.-Insel. Er ragt 3 km landeinwärts des George-VI-Sunds und 3 km nordöstlich des Block Mountain auf.
Luftaufnahmen, die der US-amerikanische Polarforscher Lincoln Ellsworth bei seinem Antarktisflug am 23. November 1935 angefertigt hatte, dienten dem US-amerikanischen Kartografen W. L. G. Joerg für eine Kartierung. Teilnehmer der British Graham Land Expedition (1934–1937) unter der Leitung des australischen Polarforschers John Rymill nahmen 1936 eine Vermessung vor. Diese wurde zwischen 1948 und 1949 vom Falkland Islands Dependencies Survey, der den Berg deskriptiv benannte, verfeinert.